# Specie di Phlomis
Elenco delle specie di Phlomis:

## A
- Phlomis amanica Vierh., 1915
- Phlomis angrenica  Knorring, 1946
- Phlomis angustissima  Hub.-Mor., 1958
- Phlomis anisodonta  Boiss., 1844
- Phlomis antiatlantica  J. P. Peltier, 1976
- Phlomis armeniaca  Willd., 1800
- Phlomis aucheri  Boiss., 1844
- Phlomis aurea  Decne., 1834

## B
- Phlomis bourgaei  Boiss., 1879
- Phlomis bovei  Noë, 1855

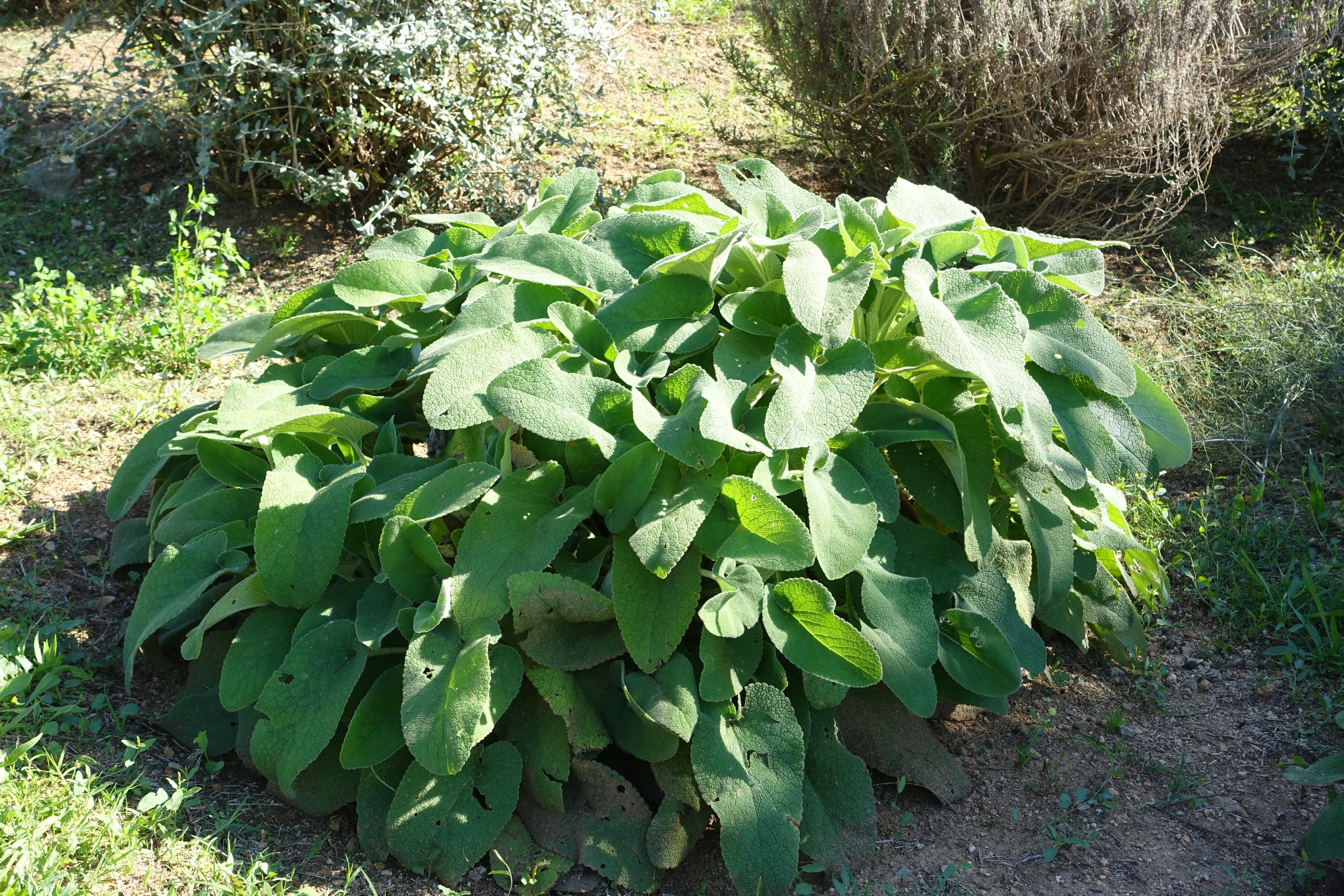
Phlomis bovei

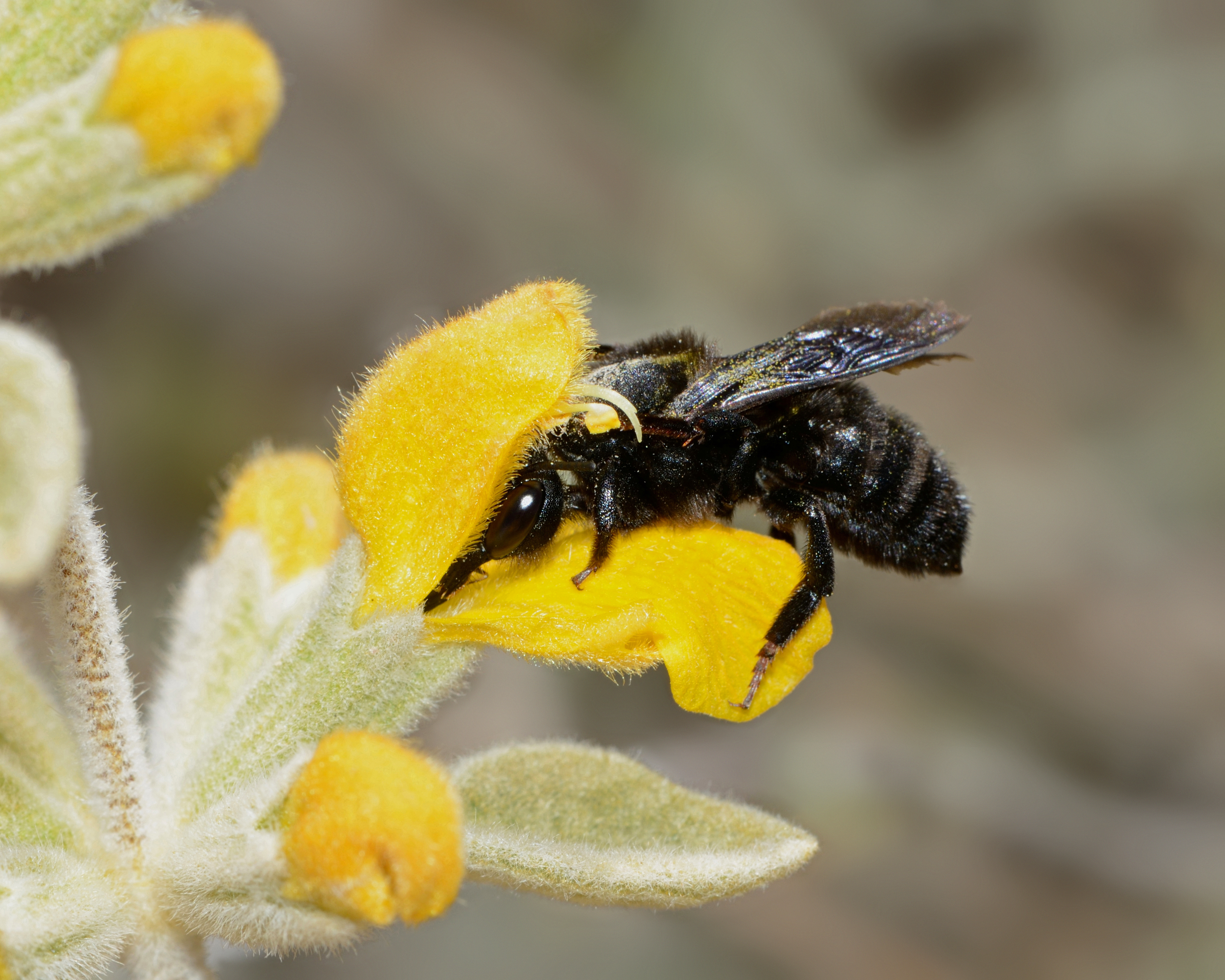
Phlomis brachyodon

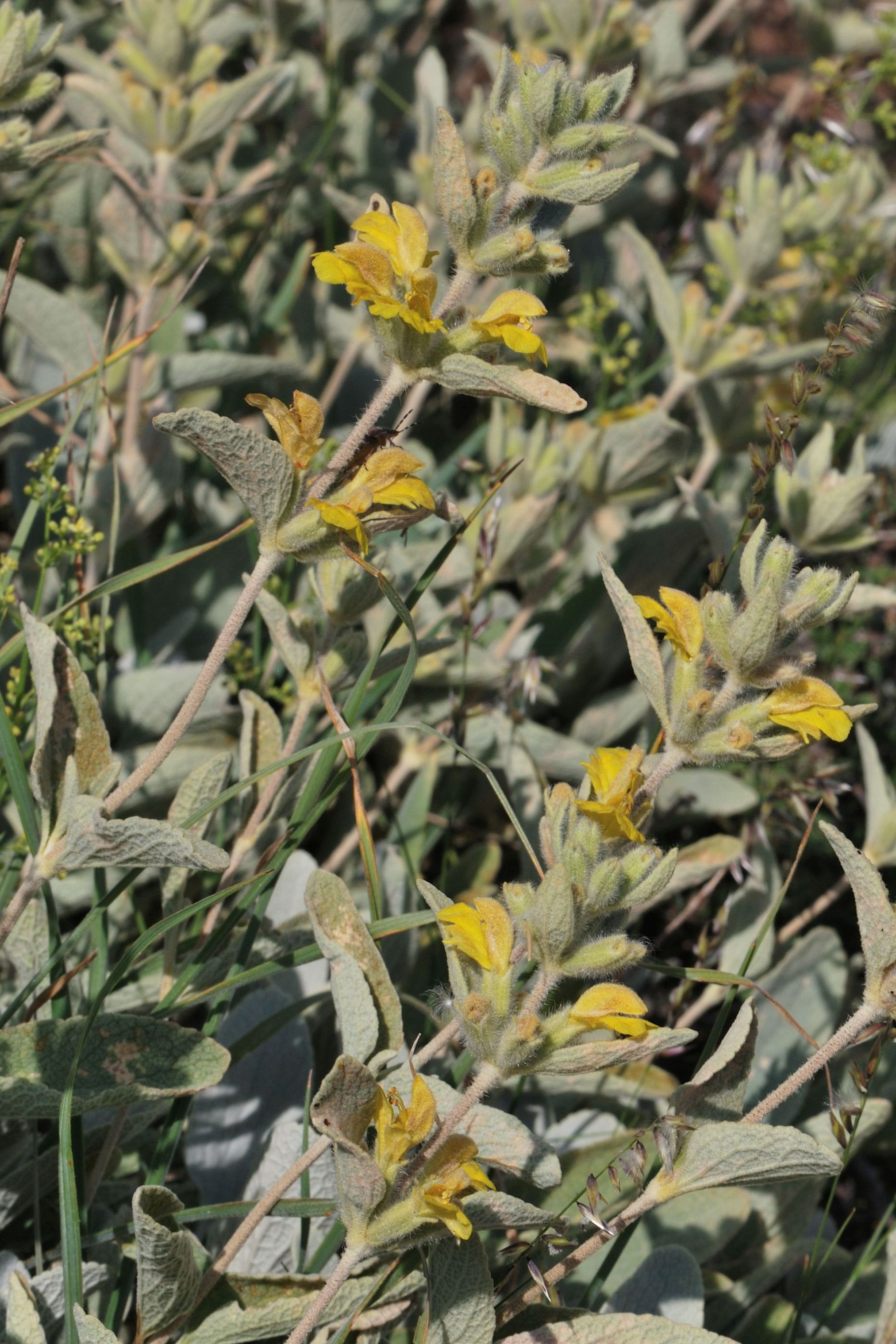
Phlomis brevilabris

- Phlomis brachyodon  (Boiss.) Zohary ex Rech. f., 1940
- Phlomis brevibracteata  Turrill, 1945
- Phlomis brevidentata  H.W.Li, 1985
- Phlomis brevilabris  Ehrenb. ex Boiss., 1879
- Phlomis bruguieri  Desf., 1824
- Phlomis brunneogaleata  Hub.-Mor., 1979
- Phlomis bucharica  Regel, 1886

## C
- Phlomis cancellata  Bunge, 1873
- Phlomis capitata  Boiss., 1859
- Phlomis carica  Rech. f., 1940

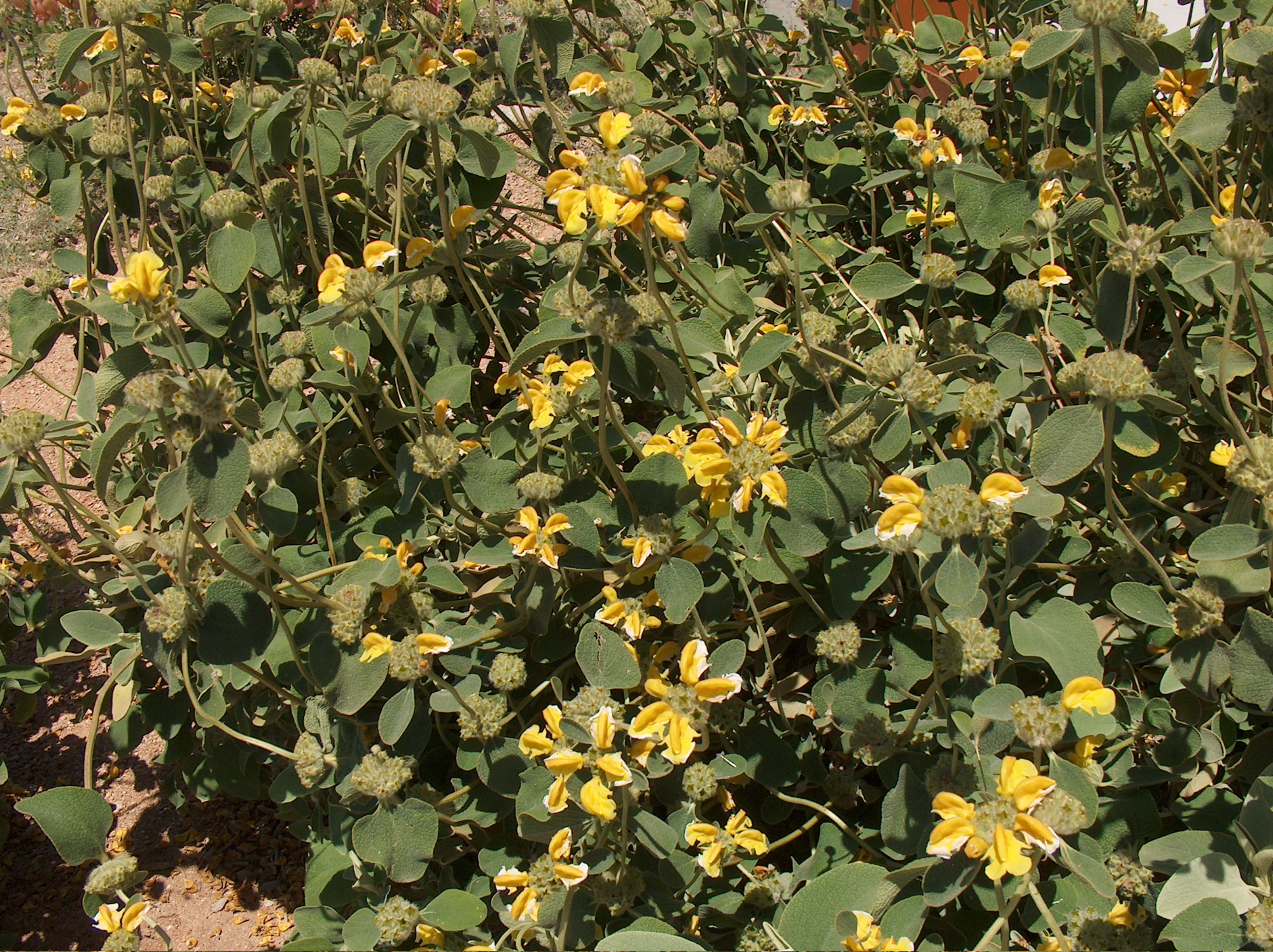
Phlomis chrysophylla

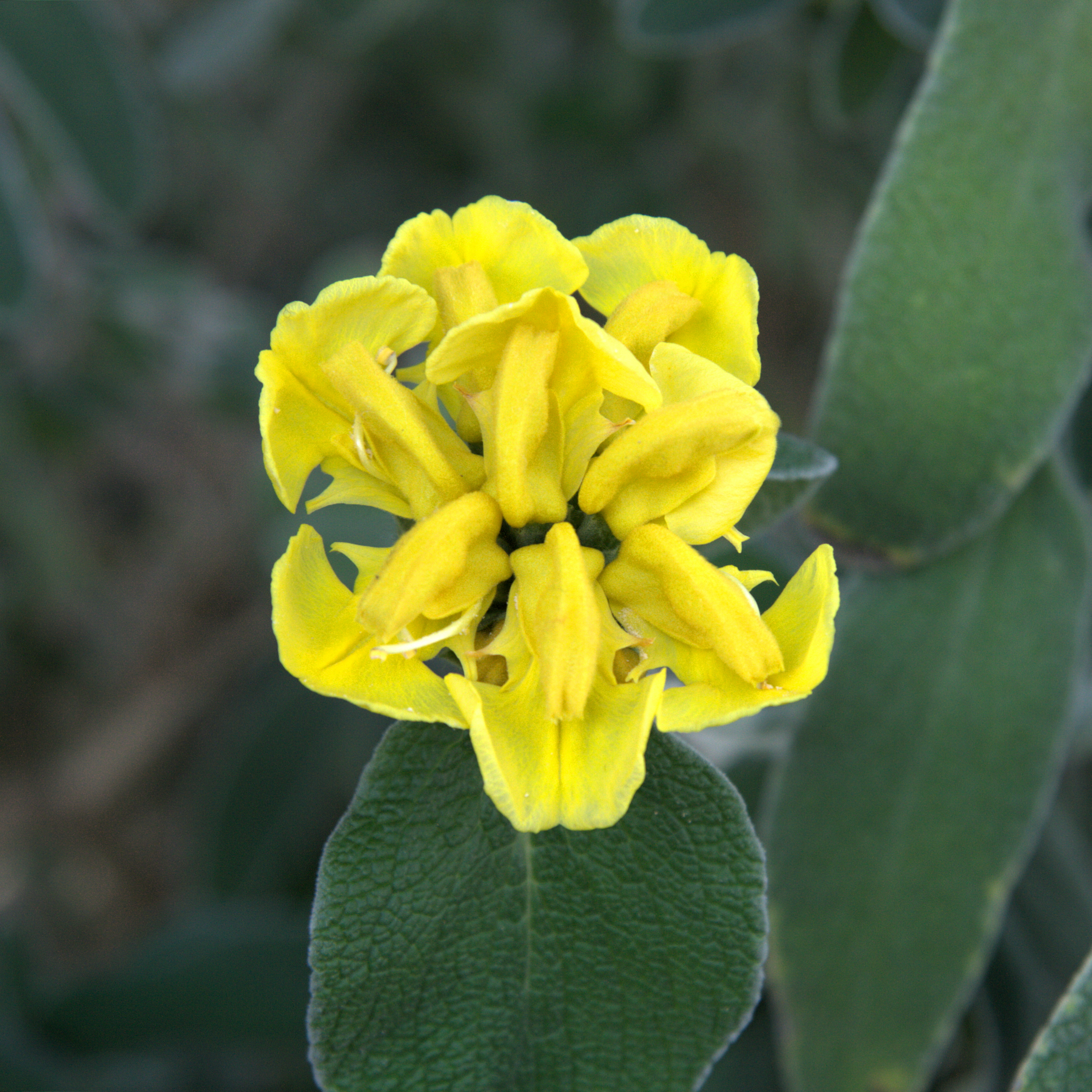
Phlomis cretica

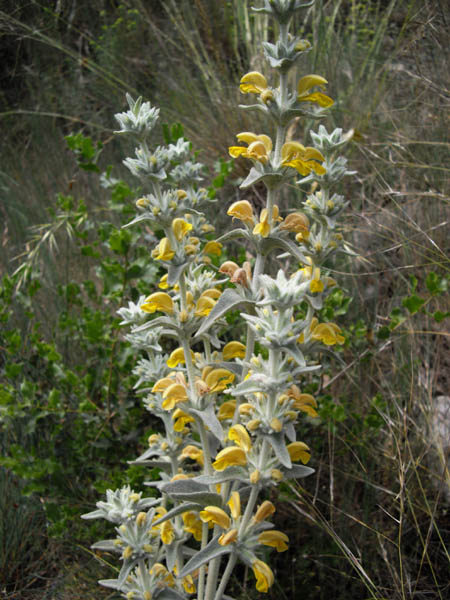
Phlomis crinita

- Phlomis cashmeriana  Royle ex Benth., 1833
- Phlomis cashmirica  Wells, 1935
- Phlomis chimerae  Boissieu, 1896
- Phlomis chorassanica  Bunge, 1873
- Phlomis chrysophylla  Boiss., 1853
- Phlomis cretica  C. Presl, 1822
- Phlomis crinita  Cav., 1795
- Phlomis cuneata  C.Y.Wu, 1977
- Phlomis cyclodon  Knorring, 1950
- Phlomis cypria  Post, 1900

## D
- Phlomis dincii Yild., 2006
- Phlomis drobovii Popov, 1954

## E
- Phlomis elliptica  Benth., 1834
- Phlomis elongata  Hand.-Mazz., 1913

## F
- Phlomis floccosa  D. Don, 1830

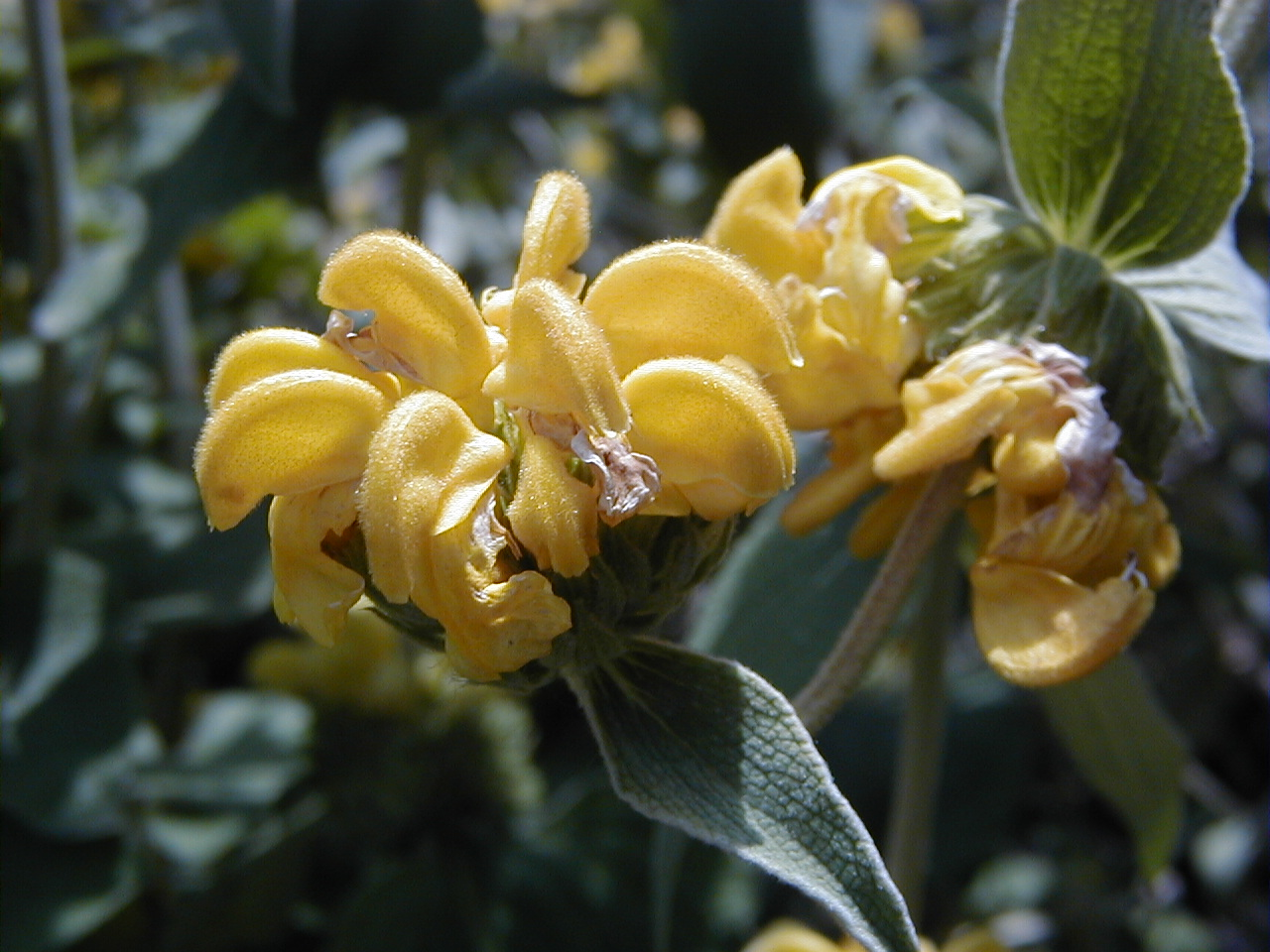
Phlomis fruticosa

- Phlomis fruticetorum Gontsch. , 1936
- Phlomis fruticosa  L., 1753

## G
- Phlomis ghilanensis K.Koch, 1849
- Phlomis grandiflora  H. S. Thomps., 1905

## H

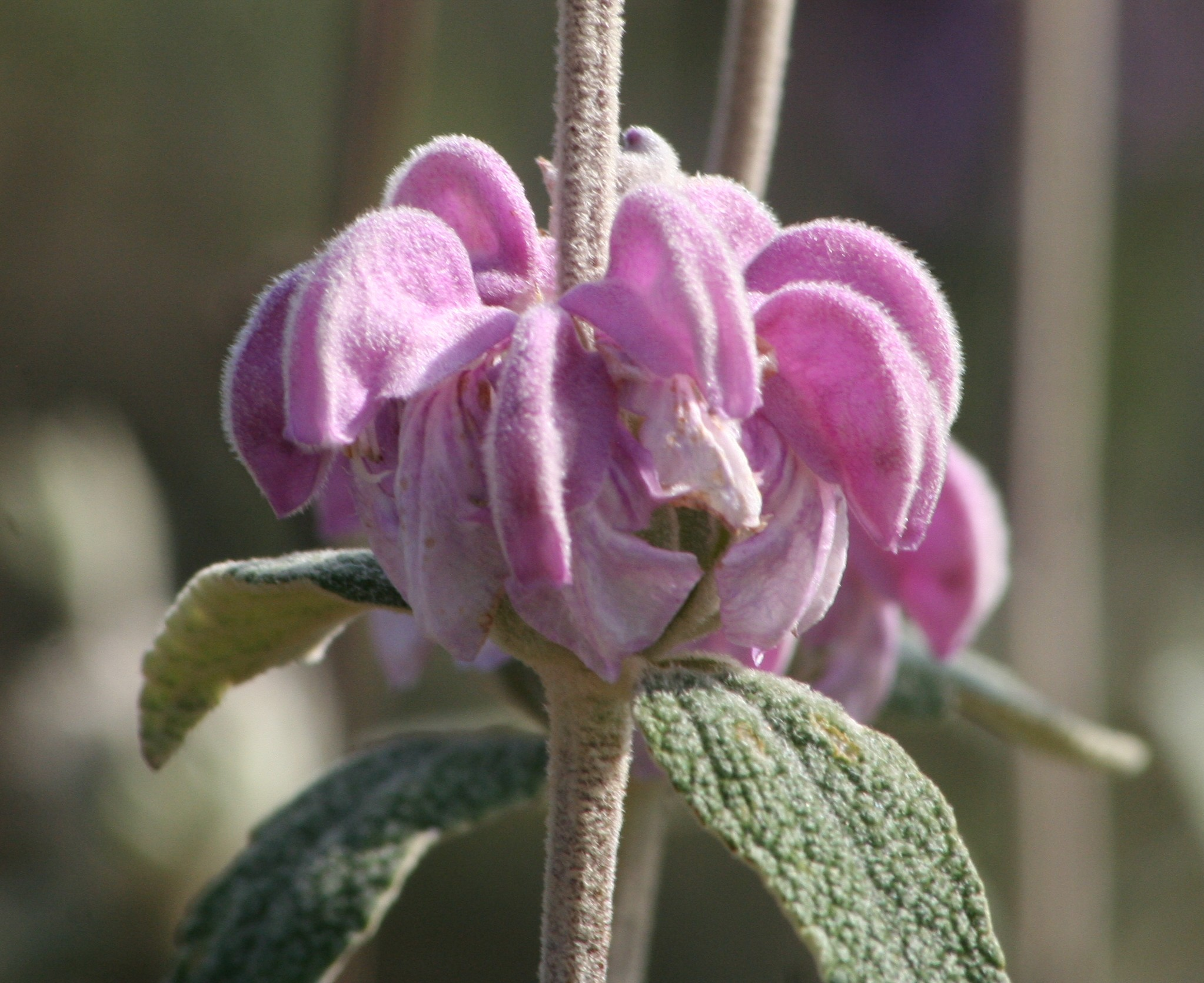
Phlomis herba-venti

- Phlomis herba-venti  L., 1753
- Phlomis hypoleuca Vved., 1954

## I
- Phlomis integrifolia Hub.-Mor., 1958
- Phlomis isiliae Yild., 2006
- Phlomis italica  L., 1759

## K
- Phlomis kotschyana  Hub.-Mor., 1979
- Phlomis kurdica  Rech. f., 1940

## L
- Phlomis lanata  Willd., 1814

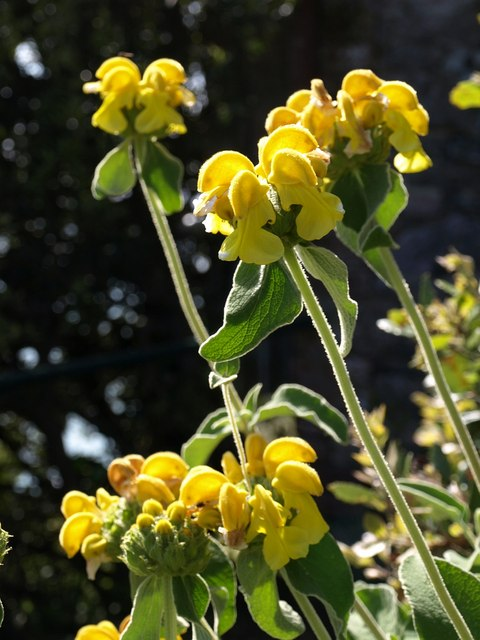
Phlomis lanata

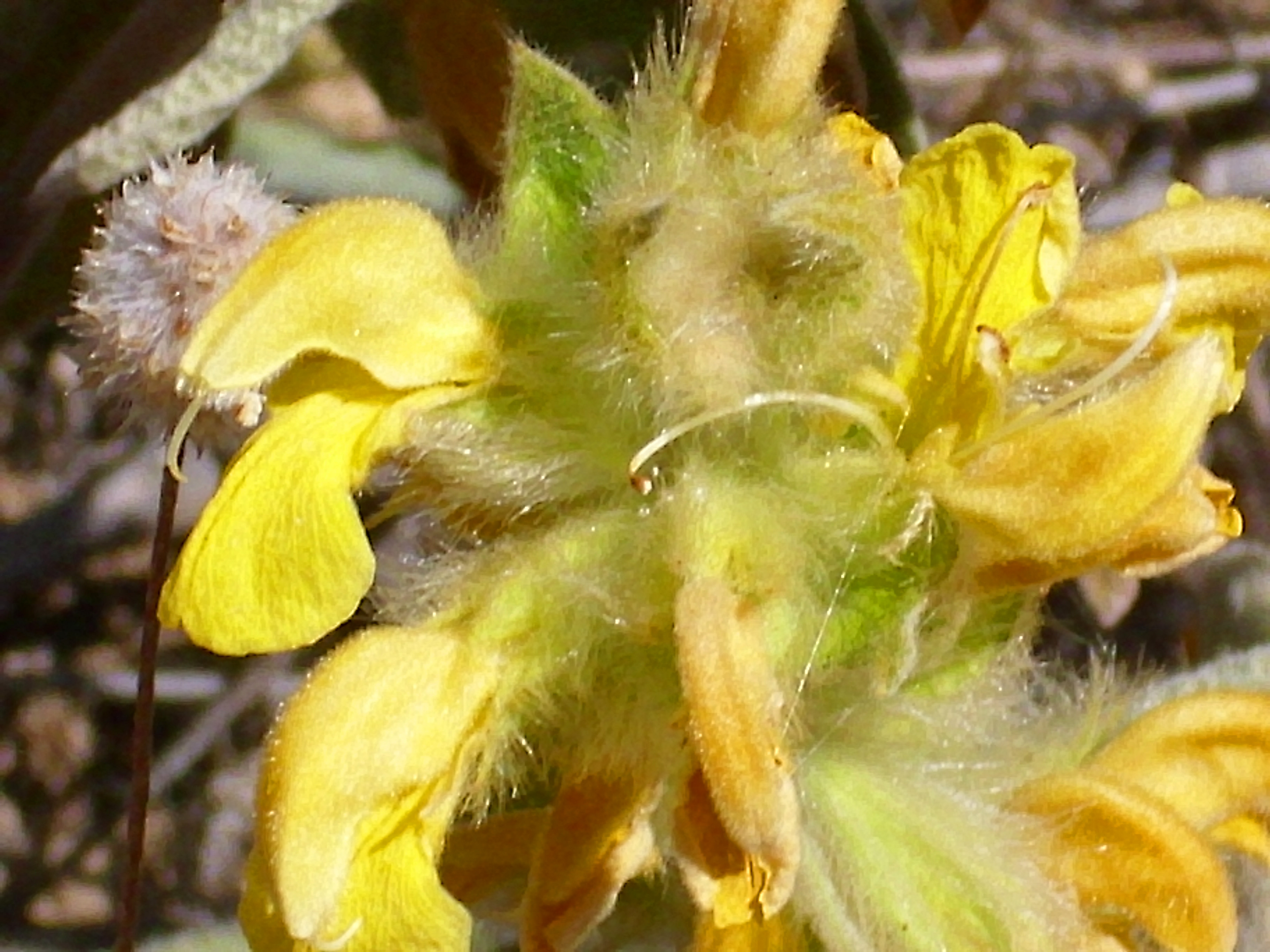
Phlomis lychnitis

- Phlomis lanceolata  Boiss. & Hohen., 1844
- Phlomis leucophracta  P. H. Davis & Hub.-Mor., 1951
- Phlomis linearifolia Zakirov, 1947
- Phlomis linearis  Boiss. & Balansa, 1859
- Phlomis longifolia  Boiss. & C. I. Blanche, 1859
- Phlomis lunariifolia  Sm., 1809
- Phlomis lychnitis  L., 1753
- Phlomis lycia  D. Don, 1841

## M
- Phlomis majkopensis  (Novopokr.) Grossh., 1949
- Phlomis monocephala  P. H. Davis, 1949

## N
- Phlomis nana  C.Y.Wu, 1985
- Phlomis nissolii  L., 1753
- Phlomis nubilans  Zakirov, 1947
- Phlomis nyalamensis  H.W.Li, 1985

## O
- Phlomis olgae  Regel, 1882
- Phlomis olivieri  Benth., 1834
- Phlomis oppositiflora  Boiss. & Hausskn., 1879
- Phlomis orientalis  Mill., 1768

## P

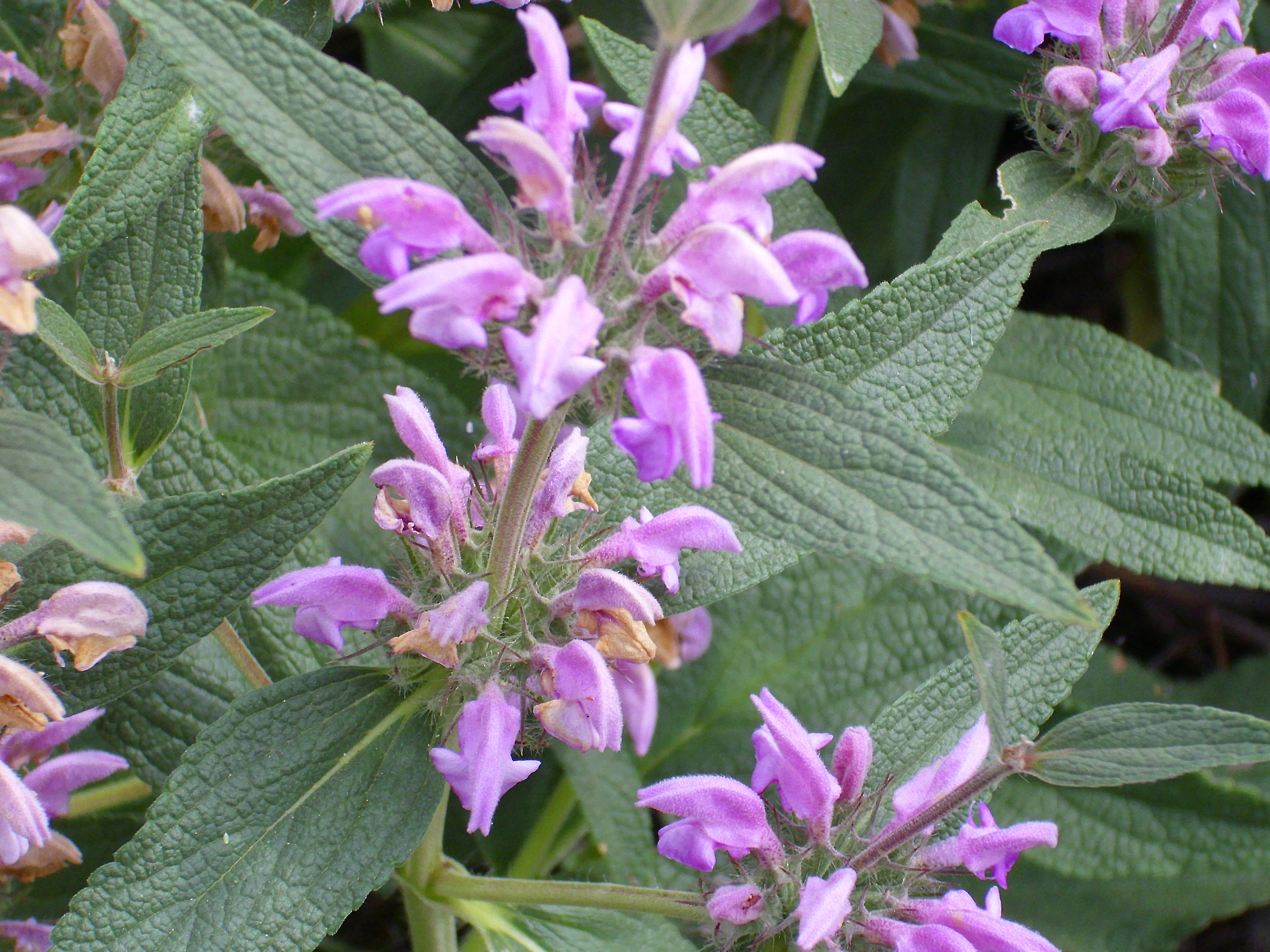
Phlomis purpurea

- Phlomis pachyphylla  Rech.f., 1979
- Phlomis persica  Boiss., 1844
- Phlomis physocalyx  Hub.-Mor., 1958
- Phlomis platystegia  Post, 1893
- Phlomis polioxantha  Rech.f., 1962
- Phlomis purpurea  L., 1753

## R
- Phlomis regelii Popov, 1926
- Phlomis rigida  Labill., 1809

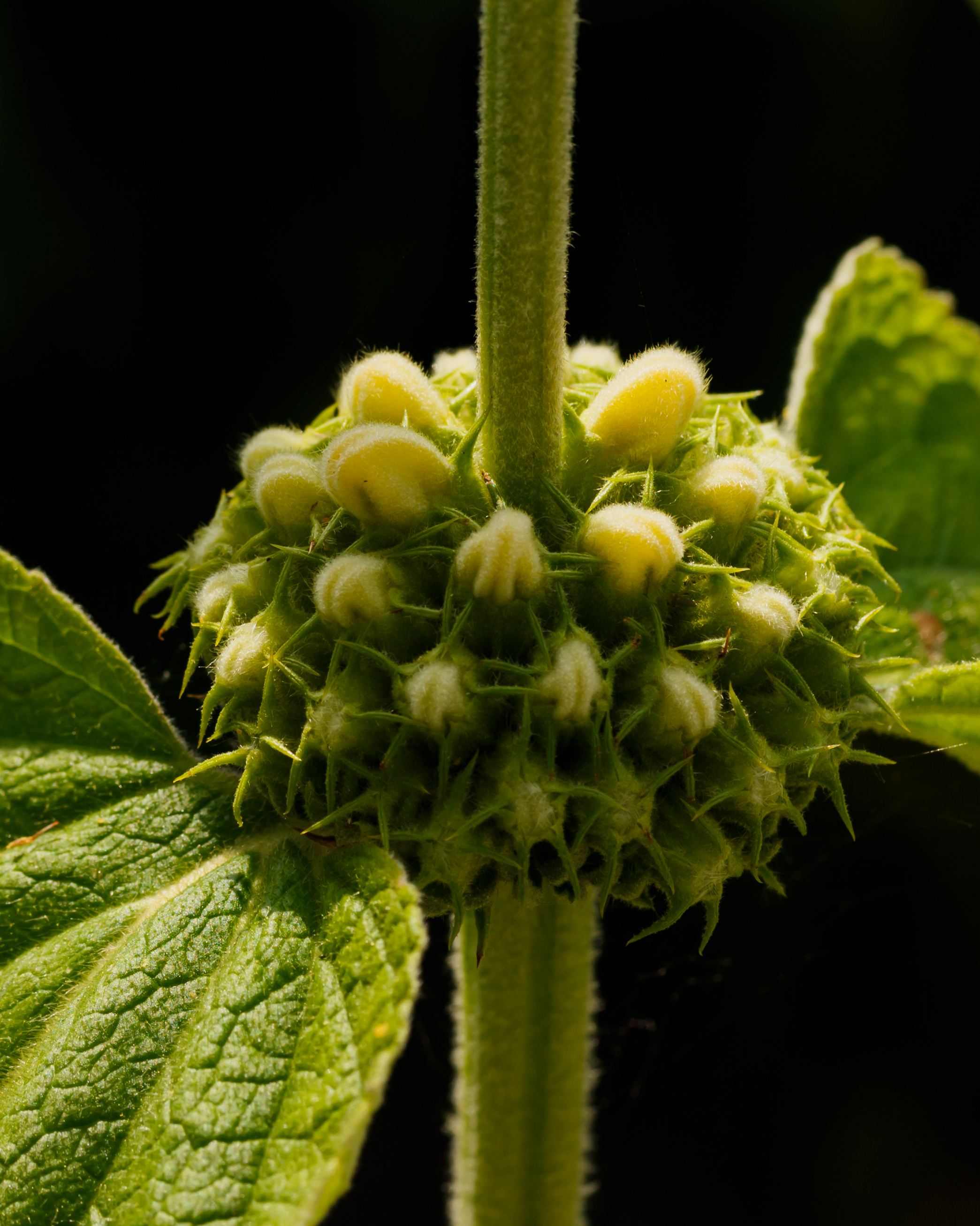
Phlomis russeliana

- Phlomis russeliana  (Sims) Lag. ex Benth., 1834

## S
- Phlomis samia L., 1753
- Phlomis sewerzowii  Regel, 1879
- Phlomis sieheana  Rech. f., 1940

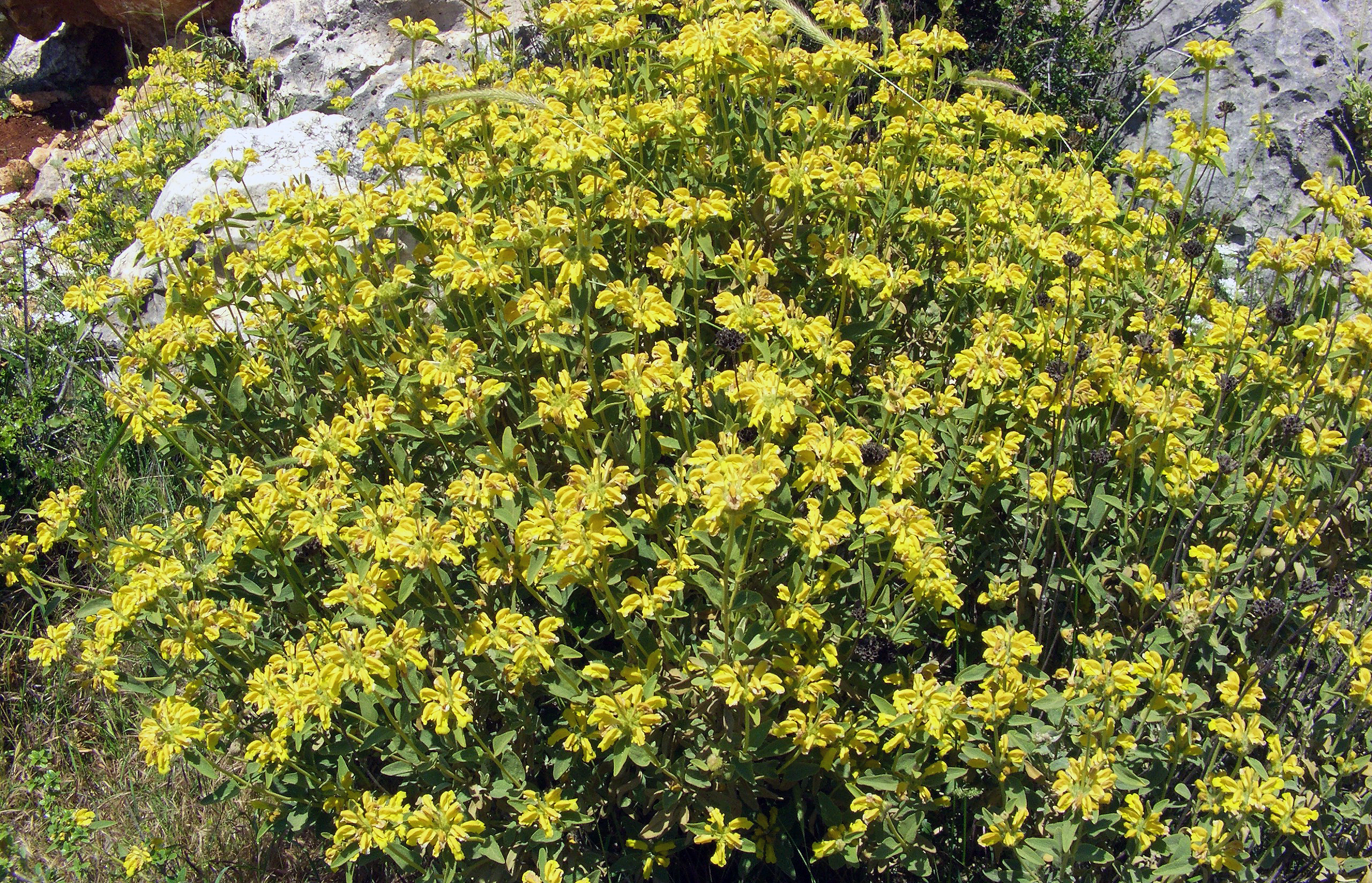
Phlomis syriaca

- Phlomis sintenisii  Rech. f., 1940
- Phlomis spinidens  Nevski, 1937
- Phlomis stewartii  Hook.f., 1885
- Phlomis syriaca  Boiss., 1853

## T
- Phlomis tathamiorum  R. M. Haber & Semaan, 2002
- Phlomis tenorei  Soldano, 1992
- Phlomis tenuis  Knorring, 1950
- Phlomis thapsoides  Bunge, 1851
- Phlomis tomentosa  Regel, 1882
- Phlomis trineura  Rech.f., 1955

## V

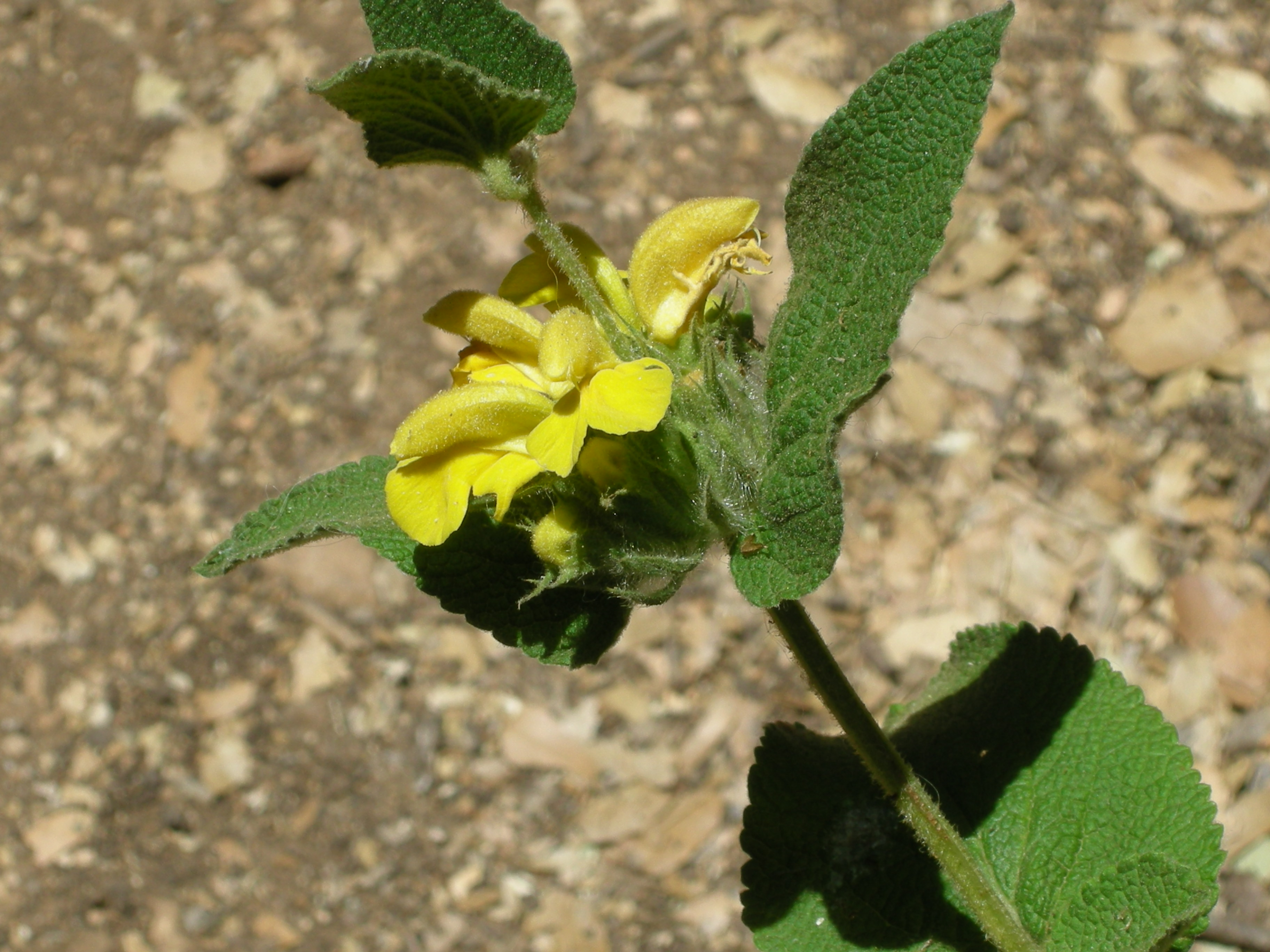
Phlomis viscosa

- Phlomis viscosa  Poir., 1804

## Y
- Phlomis younghusbandii  Mukerjee, 1938

## Z
- Phlomis zenaidae  Knorring, 1950